# Roberto Saviano
Roberto Saviano (Napulj, 22. rujna 1979.) talijanski je pisac, novinar i borac za ljudska prava. U svojoj knjizi Gomorra (2006.) upotrijebio je istraživačku i književnu formu kako bi ispričao ekonomsku stvarnost i određena obilježja camorrina carstva. Godine 2006. na priredbi za pravednost Saviano se popeo na pozornicu i izrekao poznate riječi: “Iovine, Schiavone, Zagaria ne vrijedite ništa!“ Na glavnome trgu u mjestu Casal di Principe mladi je pisac prozvao šefove organiziranoga kriminala u Kampaniji.
Nakon Gomorre objavljuje niz zbirki eseja i članaka te nekoliko romana: Ljepota i pakao. Zapisi 2004.-2009. (2009.), Riječ protiv Camorre (2010.), Pođi sa mnom (2011.) (djelo je nastalo po istoimenoj te iznimno uspješnoj talijanskoj tv-emisiji), istraživački roman Nula Nula Nula (2013.) te romane La paranza dei bambini (2016.) i Bacio feroce (2017.). 
Za svoje autorsko djelovanje i društvenu angažiranost dodijeljene su mu mnoge prestižne nagrade, a poznati nobelovci Orhan Pamuk, Dario Fo, Rita Levi Montalcini, Günter Grass, Desmond Tutu i Mihail Gorbačov 2008. godine potpisali su članak u kojem podupiru Saviana u borbi protiv camorre. Saviano piše za poznate novinske časopise La Repubblica, L’Espresso, El Paìs, The New York Times, Die Zeit, Expressen i The Washington Post. Od 2006. živi pod strogom policijskom zaštitom te i dalje piše usprkos camorrinim prijetnjama.
"Ono što je zasmetalo kriminalnim organizacijama jest moj čitatelj, a ne ja. Moj čitatelj je ono što oni ne žele, to što trenutno govorimo o njima, što svi novinski časopisi govore, što stalno izlaze knjige, što stalno nastaju dokumentarci. Oni ne žele ništa od toga, ne žele da je pozornost usmjerena na njih, na njihova imena, pogotovo na njihove poslove." (Roberto Saviano o svojoj knjizi Gomorra)
Poznati talijanski redatelj Matteo Garrone režirao je 2008. ekranizaciju istoimene Savianove knjige Gomorra. Garrone se koristi tečnim i učinkovitim dokumentarnim stilom. Većina dijaloga u filmu na napuljskom je dijalektu, a film je u talijanskim kinima bio popraćen podnaslovima. Osim dijalektalnih izraza, u filmu se koriste i termini tipični za svijet organiziranog kriminala. Postavu filma ne čine samo profesionalni glumci, već i lokalni stanovnici. Film je 2008. godine osvojio prestižnu nagradu kritike na Filmskome festivalu u Cannesu, a talijanska struka iste je godine odabrala Gomorru da predstavlja Italiju u nominacijama za najbolji strani film na dodjeli Oscara. Film je u SAD-u uživao potporu legendarnoga italoameričkog redatelja Martina Scorsesea.
Pored spomenute filmske ekranizacije, od 2014. na malim ekranima emitira se istoimena tv-serija Gomorra - La serie koja je oduševila publiku i kritiku diljem svijeta.